# Motorische Ersatzoperation
Unter motorischer Ersatzoperation versteht man in der Chirurgie eine Umlagerung von Muskeln oder Muskel-Sehnen-Einheiten an andere Muskelgruppen (sogenannte motorische Ersatzplastik).
Dabei wird entweder nur einer der Ansatzpunkte des gesunden Spendermuskels auf den erkrankten Muskel versetzt oder der gesamte Muskel mit den versorgenden Nerven und Blutgefäßen in das Zielgebiet transplantiert. Auch eine freie Transplantation nur des Muskels ist möglich, wenn dieser an Nerven und Gefäße im Zielgebiet angeschlossen wird.
Insbesondere bei Verletzungen oder geschädigten Nerven im Bereich der oberen und unteren Extremitäten kann es zum Verlust oder einer Einschränkung der Funktion der Hand oder des Fußes kommen. Neben der Nervenzellentransplantation und der Nervenrekonstruktion ist die motorische Ersatzoperation ein Verfahren zur Wiederherstellung dieser Funktionen. Hierbei wird die Sehne z. B. eines funktionsbeeinträchtigten Fingers an eine andere funktionstüchtige benachbarte Muskelgruppe umgelagert. Somit wird seine Funktion wieder teilweise oder voll hergestellt.
Das Verfahren wird insbesondere bei Nervenverletzungen eingesetzt. Es gilt als ausgereift und sicher.
Die ersten Ersatzoperationen wurden bereits im 19. Jahrhundert vorgenommen, erste Beschreibungen stammen von Tillaux (1869), Duplay (1876) und Carl Nicoladoni (1880).